# Poinsett County
Das Poinsett County ist ein County im US-amerikanischen Bundesstaat Arkansas. Im Jahr 2010 hatte das County 24.583 Einwohner und eine Bevölkerungsdichte von 12,5 Einwohnern pro Quadratkilometer. Der Verwaltungssitz (County Seat) ist Harrisburg.

## Geografie
Das County liegt im Nordosten von Arkansas und ist im Osten etwa 30 km vom Mississippi River entfernt, der die Grenze zu Tennessee bildet. Es hat eine Fläche von 1977 Quadratkilometern, wovon 15 Quadratkilometer Wasserfläche sind. Innerhalb des Countys mündet der Little River in den St. Francis River. An das Poinsett County grenzen folgende Nachbarcountys:
|                | Craighead County |                    |
| Jackson County |                  | Mississippi County |
|                | Cross County     | Crittenden County  |

## Geschichte

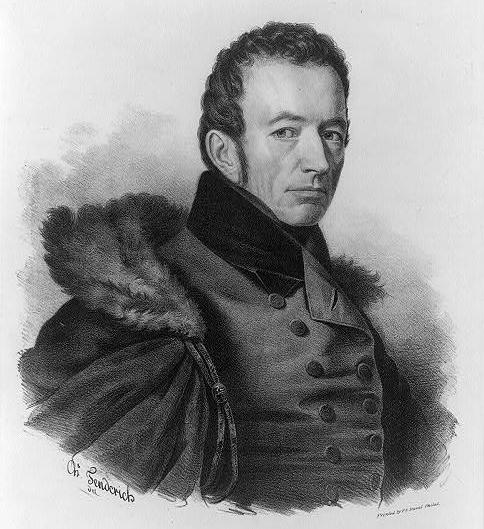
Poinsett

Das Poinsett County wurde am 28. Februar 1838 aus Teilen des Greene County und des St. Francis County gebildet.

Benannt wurde es nach Joel Roberts Poinsett (1779–1851), einem früheren US - Kriegsminister (1837–1841) und anerkanntem Amateur-Botaniker.

## Demografische Daten

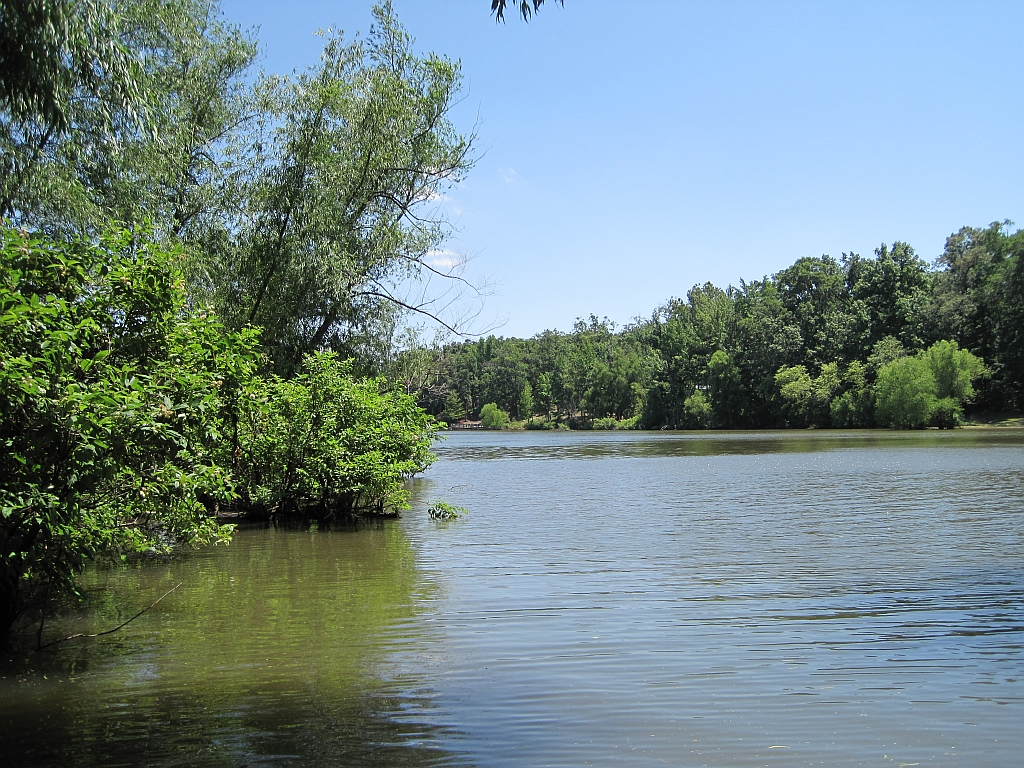
Der Lake Poinsett State Park

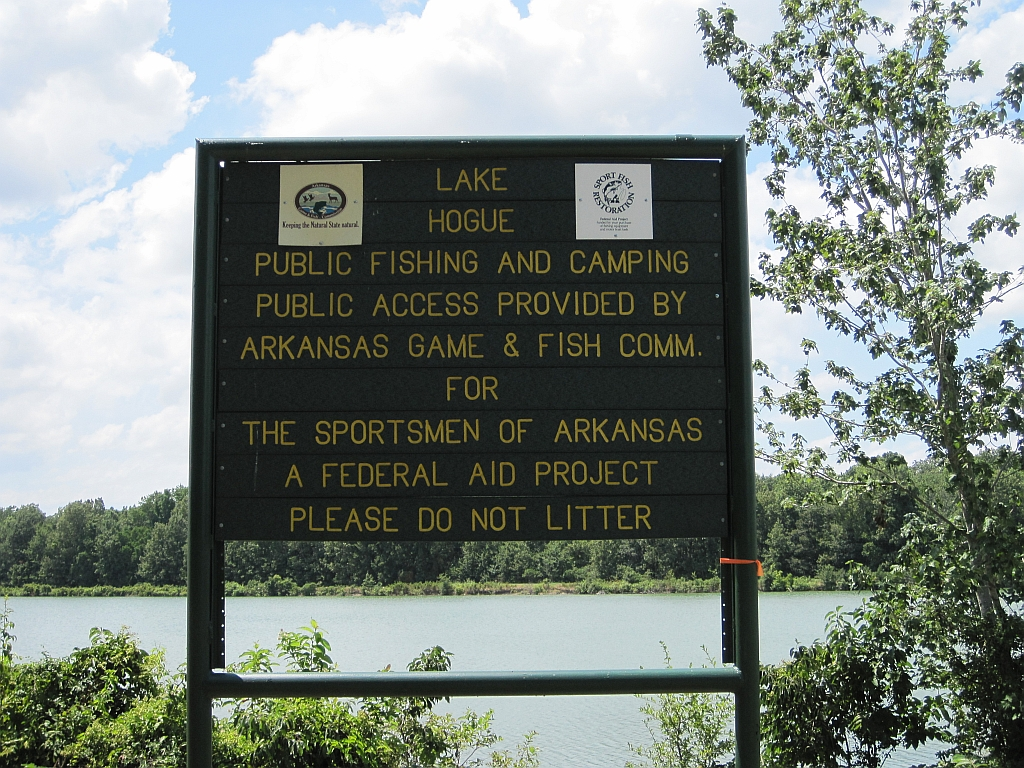
Der Lake Hogue

Nach der Volkszählung im Jahr 2010 lebten im Poinsett County 24.583 Menschen in 9545 Haushalten. Die Bevölkerungsdichte betrug 12,5 Einwohner pro Quadratkilometer. In den 9545 Haushalten lebten statistisch je 2,55 Personen.
Ethnisch betrachtet setzte sich die Bevölkerung zusammen aus 90,6 Prozent Weißen, 7,6 Prozent Afroamerikanern, 0,3 Prozent amerikanischen Ureinwohnern, 0,2 Prozent Asiaten sowie aus anderen ethnischen Gruppen; 1,3 Prozent stammten von zwei oder mehr Ethnien ab. Unabhängig von der ethnischen Zugehörigkeit waren 2,3 Prozent der Bevölkerung spanischer oder lateinamerikanischer Abstammung.
24,2 Prozent der Bevölkerung waren unter 18 Jahre alt, 59,6 Prozent waren zwischen 18 und 64 und 16,2 Prozent waren 65 Jahre oder älter. 51,5 Prozent der Bevölkerung war weiblich.

Das jährliche Durchschnittseinkommen eines Haushalts lag bei 32.267 USD. Das Pro-Kopf-Einkommen betrug 16.625 USD. 25,8 Prozent der Einwohner lebten unterhalb der Armutsgrenze.

## Kultur und Sehenswürdigkeiten

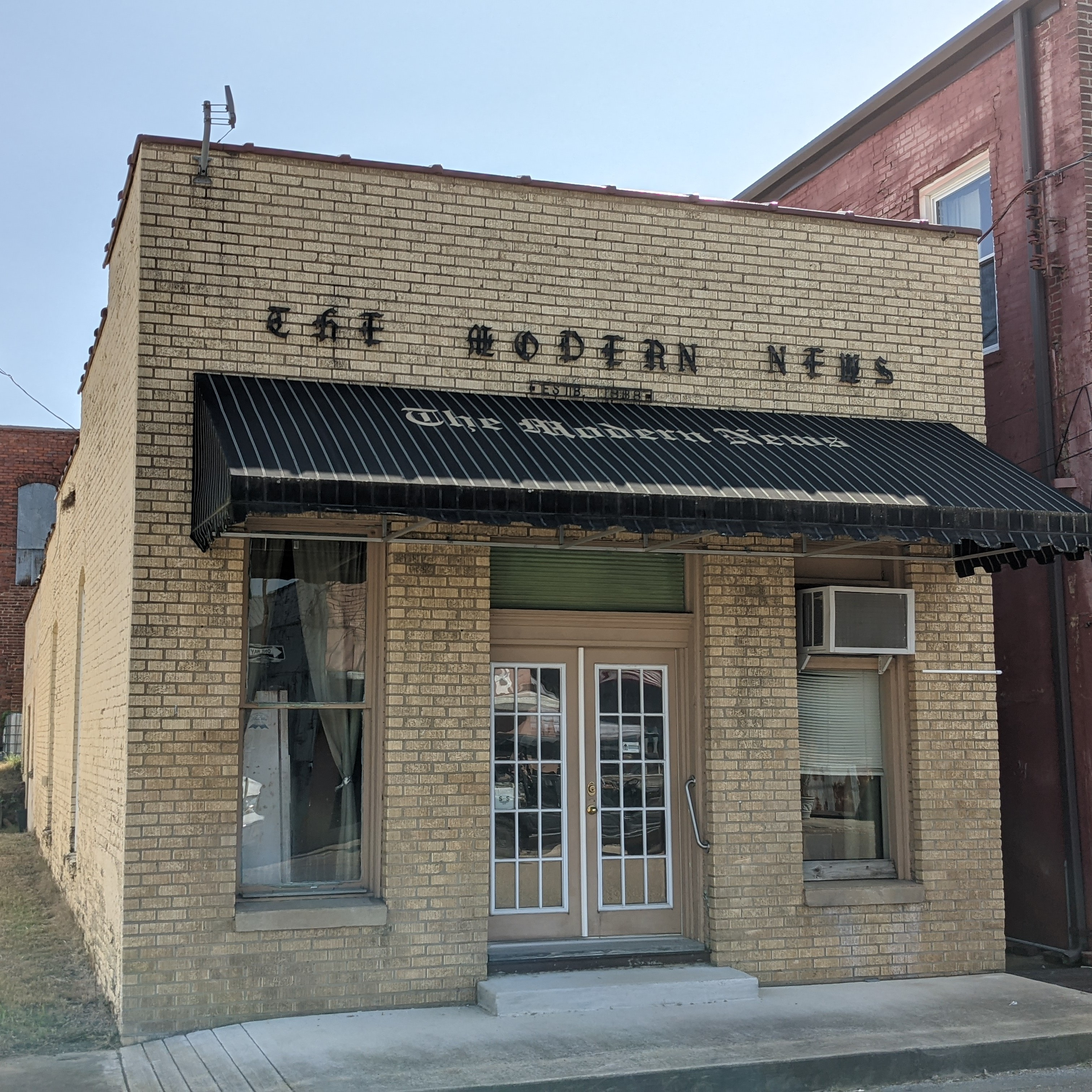
Modern News Building (2020). Dieses noch im 19. Jahrhundert errichtete Geschäftsgebäude wurde im Juni 1976 als erstes Objekt des County in das NRHP aufgenommen.

19 Bauwerke und historische Bezirke (Historic Districts) des Countys sind im National Register of Historic Places („Nationales Verzeichnis historischer Orte“; NRHP) eingetragen (Stand 1. Juli 2022), darunter mehrere Segmente der Arkansas State Route 7, sechs Historic Districts  und das Gerichts- und Verwaltungsgebäude des County.

## Ortschaften im Poinsett County
Citys
| - Fisher - Harrisburg - Lepanto - Marked Tree | - Trumann - Tyronza - Weiner |

Town
- Waldenburg

Unincorporated Communities
| - Alto - Anderson Tully - Bay Village - Beasley - Black Oak - Boat Run - Brushey Lake - Cassidy - Deckerville - Dewey Mill - Dobell - Donnick | - Dub - Frys Mill - Gaulett - Greenfield - Hatchie Coon - Hydrick - Joyland - Judd Hill - Landers - Maple Grove - McCormick - Mount Olive | - Mulligan - North Pitts - Northern Ohio - Old Weona - Payneway - Pittinger - Pitts - Promised Land - Rivervale - Spear Lake - Stacy - Stewart | - Tulot - Tyronza Junction - Uno - Walnut Grove Corner - Weona - Weona Junction - Whitaker - Whitehall - Wilbeth - Yellow Banks |

## Gliederung

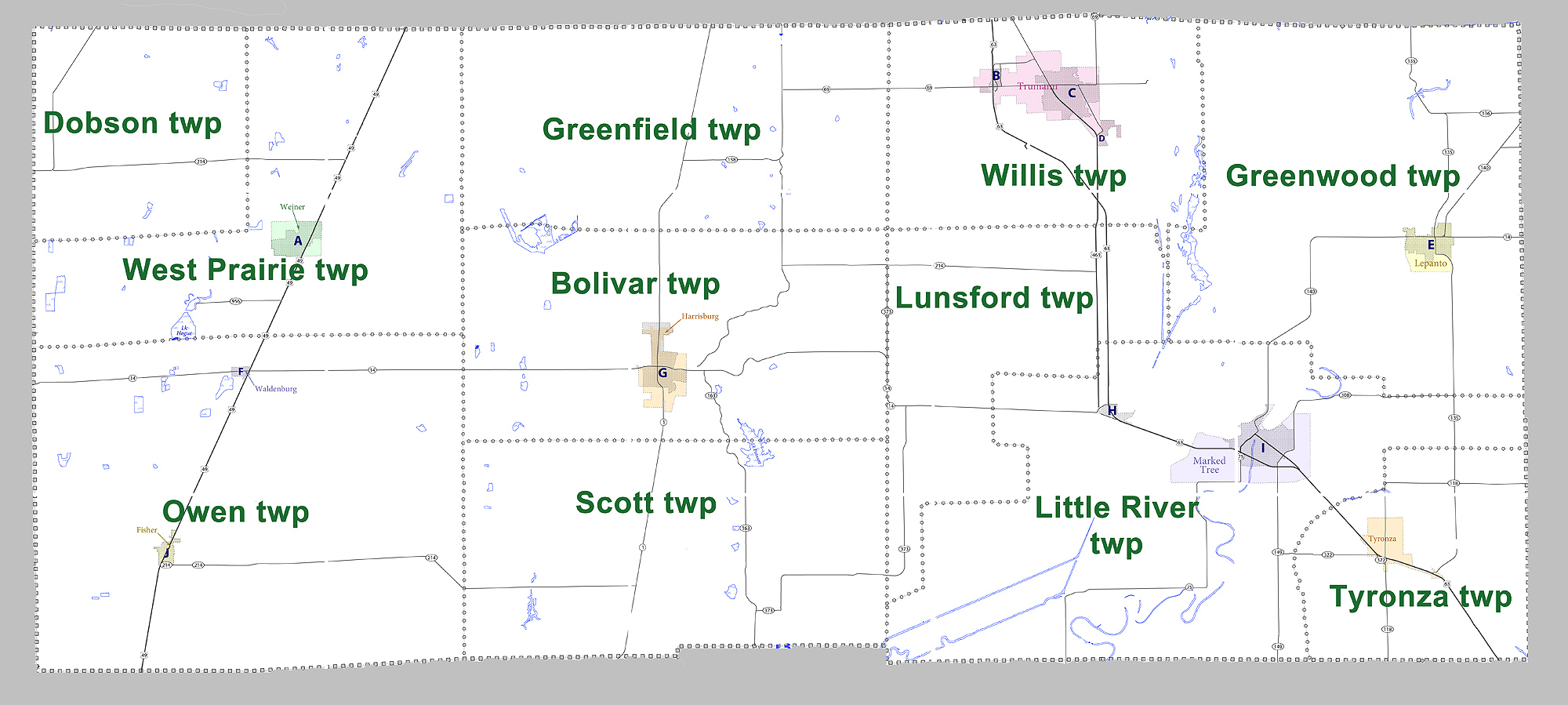
Townships im Poinsett County

Das Poinsett County ist in elf Townships eingeteilt:
| Township              | Einwohner (2010) | FIPS     |
| --------------------- | ---------------- | -------- |
| Bolivar Township      | 4465             | 05-90402 |
| Dobson Township       | 170              | 05-91119 |
| Greenfield Township   | 1180             | 05-91518 |
| Greenwood Township    | 2492             | 05-91527 |
| Little River Township | 3779             | 05-92229 |
| Lunsford Township     | 324              | 05-92304 |
| Owen Township         | 600              | 05-92796 |
| Scott Township        | 1011             | 05-93333 |
| Tyronza Township      | 998              | 05-93660 |
| West Prairie Township | 894              | 05-93973 |
| Willis Township       | 8670             | 05-94068 |